# Aoplus rarior
Aoplus rarior là một loài tò vò trong họ Ichneumonidae.